# Todavía
Todavía, pubblicato nel 2007, è un album della cantante italiana Mina.

## Descrizione
Pensato originariamente solo per i paesi iberici e per l'America Latina, Todavía è un album in cui Mina canta per la prima volta in spagnolo alcuni suoi successi del recente passato, inframmezzando brani eseguiti da sola a duetti con artisti di prestigio, come Miguel Bosé, Tiziano Ferro e Diego Torres. Solo due brani fanno parte di un passato più lontano: Un anno d'amore - qui eseguita in coppia con il famoso cantante di flamenco Diego "El Cigala" e sul testo che Pedro Almodóvar aveva adattato nel 1991 per Tacchi a spillo - e Parole parole, il cui ruolo maschile è stato curiosamente affidato al calciatore argentino Javier Zanetti.
Due i pezzi mai incisi precedentemente, Valsinha - unica canzone in portoghese - e Sin piedad. Mina li esegue in duo con gli autori-interpreti originari, rispettivamente Chico Buarque e Joan Manuel Serrat.
Per Llévate ahora (Portati via), Uvas maduras (Succhiando l'uva) e No sé si eres tú (Sei o non sei) sono state utilizzate le basi originali, mentre per tutti gli altri brani gli arrangiamenti sono stati rieseguiti per l'occasione.
In Spagna, l'album ha ottenuto la posizione 36 della classifica ufficiale.
Nel novembre 2007 l'album ottiene in Italia il disco di platino, superando le 80 000 copie vendute.

Copertina alternativa.

Copertina alternativa.

## Tracce
1. Grande amor (Grande amore) - 4:38 - (Giulia Fasolino, Testo Spagnolo: Samuele Cerri). Versione originale in italiano in Olio (1999).
2. Vuela por mi vida (Volami nel cuore) - 3:29 - (Alberto Testa-Manrico Mologni-Gualtiero Malgoni, Testo Spagnolo: Mila Ortiz). Versione originale in italiano in Cremona (1996).
3. Un año de amor (Un anno d'amore [C'est irréparable]) – (Duetto con Diego "El Cigala") - 4:46 - (Nino Ferrer-Alberto Testa-Mogol, Testo Spagnolo: Pedro Almodóvar). Versione originale in italiano in Studio Uno (1964).
4. Llévate ahora (Portati via) - 3:56 - (Stefano Borgia, Testo Spagnolo: Mila Ortiz). Versione originale in italiano in Bula Bula (2005).
5. Cuestión de feeling (Questione di feeling) – (Duetto con Tiziano Ferro) - 4:56 - (Mogol-Riccardo Cocciante, Testo Spagnolo: Luis Gómez Escolar). Versione originale in italiano in Finalmente ho conosciuto il conte Dracula... (1985).
6. Corazón felino (Brivido felino) – (Duetto con Diego Torres) - 3:44 - (Stefano Cenci-Paolo Audino, Testo Spagnolo: Mila Ortiz). Versione originale in italiano in Mina Celentano (1998).
7. Uvas maduras (Succhiando l'uva) - 4:10 - (Zucchero Fornaciari-Matteo Saggese-Mino Vergnaghi, Testo Spagnolo: Mila Ortiz). Versione originale in italiano in Veleno (2002).
8. Valsinha – (Duetto con Chico Buarque) - 2:50 - (Vinícius de Moraes-Chico Buarque de Hollanda)
9. Nieve (Neve) - 5:19 - (Giovanni Donzelli-Vincenzo Leomporro, Testo Spagnolo: Mila Ortiz). Versione originale in italiano in Sorelle Lumière (1992).
10. Agua y sal (Acqua e sale) – (Duetto con Miguel Bosé) - 4:44 - (Giovanni Donzelli-Vincenzo Leomporro), Testo Spagnolo: Samuele Cerri. Versione originale in italiano in Mina Celentano (1998).
11. No sé si eres tú (Sei o non sei) - 3:48 - (Valentino Alfano-Piero Cassano-Massimiliano Pani, Testo Spagnolo: Mila Ortiz). Versione originale in italiano in Bula Bula (2005).
12. Parole parole – (Duetto con Javier Zanetti) - 4:06 - (Leo Chiosso-GianCarlo Del Re-Gianni Ferrio, Testo Spagnolo: Antonio Guijarro-Alfonso Alpin). Versione originale in italiano in Cinquemilaquarantatre (1972).
13. Sin piedad – (Duetto con Joan Manuel Serrat) - 5:11 - (Joan Manuel Serrat)
14. ¿Cómo estás? (Come stai?) - 4:36 - (Giorgio Calabrese-Massimiliano Pani-Claudia Ferrandi, Testo Spagnolo: Samuele Cerri). Versione originale in italiano in Sorelle Lumière (1992).

## Musicisti

### Artista
- Mina - voce

### Adattamenti in spagnolo
- Pedro Almodóvar - traccia 3
- Samuele Cerri - tracce 1, 10, 14
- Luis Gómez Escolar - traccia 5
- Antonio Guijarro/Alfonso Alpin - traccia 12
- Mila Ortiz - tracce 2, 4, 6, 7, 9, 11

### Arrangiamenti
- Ugo Bongianni - traccia 13
- Gianni Ferrio - tracce 8, 12
- Nicolò Fragile - tracce 1, 2, 6, 7, 9/12
- Massimiliano Pani - tracce 4/12, 14

### Altri musicisti
- Faso, Sabú Juárez Escobar, Lorenzo Poli - basso
- Alfredo Golino, Lele Melotti - batteria
- Giorgio Cocilovo, Luca Meneghello, Diego Moreno Jiménez  - chitarra
- Nicolò Fragile - organo Hammond
- Jaime Calabuch Asensio - pianoforte
- Ugo Bongianni - Fender Rhodes
- Anthony Flynt - primo violino
- Gabriele Comeglio - sax soprano
- Miguel Bosé - voce maschile in "Agua y sal (Acqua e sale)"
- Chico Buarque - voce maschile in "Valsinha"
- Diego "El Cigala" - voce maschile in "Un año de amor (Un anno d'amore)"
- Tiziano Ferro - voce maschile in "Cuestión de feeling (Questione di feeling)"
- Joan Manuel Serrat - voce maschile in "Sin piedad"
- Diego Torres - voce maschile in "Corazón felino (Brivido felino)"
- Javier Zanetti - voce maschile in "Parole parole"
- Giulia Fasolino, Stefania Martin, Massimiliano Pani - cori

## Classifica italiana (FIMI)
| Posizione | 1 | 2 | 2 | 6 | 19 | 19 | 24 | 28 | 45 | 48 | 42 | 54 | 53 | 40 | 58 | 93 | 64 | 83 |

### Classifiche di fine anno
| Classifica (2007) | Posizione |
| ----------------- | --------- |
| Italia            | 55        |